# Salamon Beáta
Salamon Beáta (Pécs, 1964. május 13. –) Magyar Arany Érdemkereszt tulajdonosa (2015), eMeRTon-díjas  népzenész, népihegedű-tanár, előadóművész, a Méta népzenei együttes vezetője.

## Életpályája
Klasszikus hegedűsnek készült, majd a Pécsi Művészeti Szakközépiskola alatt Bartók Béla Román táncok című művének hatására érdeklődése a népzene felé fordult. 1983-ban megalapította a Méta népzenei együttest, mellyel 1985-től Budapesten muzsikált. Még az alakulás évében elnyerték a Népművészet Ifjú Mestere díjat. 1985-től 15 évig működött táncháza minden vasárnap a legendás Józsefvárosi Ifjúsági klubban. A Budafoki Zeneiskolában mesterétől, Porteleki Lászlótól (Muzsikás együttes) 1986-ban vette át a népi hegedű oktatását. Gyermeke születése után a Magyar Állami Népi Együttes prímása volt 3 évig. Jelenleg (2021) a Váci Bartók-Pikéthy Zeneművészeti Szakközépiskola népi hegedű tanára.

## Tanulmányok
- 1970–1978: Mátyás Király Utcai Általános Iskola
- 1971–1978: Pécsi Liszt Ferenc Zeneiskola,[4] klasszikus hegedű
- 1979–1983: Pécsi Művészeti Gimnázium és Szakgimnázium
- 1983–1984: Szeged, Táncház-zenész képző
- 1992–1996: Bessenyei György Tanárképző
- 2010–2012: Liszt Ferenc Zeneművészeti Egyetem, népi vonós, hegedű. Kitüntetéses diploma: A népi hegedűtanítás metodikája

## Díjak, elismerések
- Népművészet Ifjú Mestere (1983)[5][6]
- KISZ nívódíj: Rendhagyó ének és irodalomóra (1984)
- I. díj: MTV Húzzad édes muzsikásom, folkzenekarok versenye (1990)
- eMeRTon díj - népzene kategória - Méta együttes (1999)[7]
- Magyar Arany Érdemkereszt (2015)[8]
- Regionális Príma díj, Pest megye (2016)[9]
- Prima Primissima-díj (2024)[10]

## Formációk, közreműködések
HeavyMéta (blues), Magyar Mise (Tolcsvay), Ultramarin (világzene), Bágyi Balázs (jazz), Star Mountain Sessions (angol-magyar jazzformáció), Naplegenda (világzene), Kormorán Memory Band (folk-retrock), NOX (pop), MTV1 szignál (pop-világzene), Balkan Fanatik (pop-világ), Lovasi András 50 produkció, Brazilok film stb.